# Henri II de Nassau
Henri II de Nassau dit le Riche (en allemand Heinrich II von Nassau, Der Reiche), né en 1180 et mort en 1251. Il fut co-comte de Nassau de 1198 à 1239, comte de Nassau de 1239 à 1249 date de son abdication.

## Famille
Fils de Valéran Ier de Laurenbourg en Nassau et de Cunégonde von Ziegenhain.
En 1221, Henri II épousa Mathilde de Gueldre (décédée en 1247), (fille du comte Otton Ier de Gueldre)
Onze enfants sont nés de cette union :
- Élisabeth de Nassau (décédée en 1295) ;
- Valéran II de Nassau, comte de Wiesbaden ;
- Othon Ier de Nassau, co-comte de Nassau, comte de Nassau-Siegen, comte de Nassau-Dillenbourg, comte de Nassau-Beilstein, comte de Nassau-Ginsberg. Il fut le fondateur de la lignée ottonienne ;
- Robert V de Nassau (décédé en 1247) ;
- Henri de Nassau, il fut moine au monastère d'Arnstein ;
- Gérard de Nassau (décédé en 1313), il fut chapitre à la cathédrale de Liège, d'Aix-la-Chapelle ;
- Jean de Nassau (décédé en 1309), il fut évêque d'Utrecht ;
- Ruprecht V de Nassau, chevalier de l'ordre Teutonique ;
- Jutta de Nassau (décédé en 1313), elle épousa Jean Ier von Cuyk ;
- Catherine de Nassau, elle fut abbesse ;
- Élisabeth de Nassau, elle épousa Gérard III von Eppestein.

## Biographie
Henri II de Nassau devint comte de Nassau en 1198. À partir de 1240 il engagea des négociations avec les chevaliers Teutoniques concernant les règles de transmissions entre frères. Il obtint Wiesbaden et le Sonnenburg situés sur le territoire impérial. Il fit construire le château de Sonnenberg afin de se protéger des archevêques de Mayence.
Entre 1209 et 1211 il soutint l'empereur Othon IV de Brunswick, puis prit le parti de Frédéric II du Saint-Empire.
En 1247, il soutint l'anti-roi Guillaume II de Hollande qui maintint les possessions impériales d'Henri II de Nassau et lui permit de frapper monnaie.
Henri II de Nassau construisit le château de Dillenburg.
Henri II de Nassau appartint à la première branche de la maison de Nassau.